# Fred Page (Maler)
Frederick „Fred“ Hutchinson Page (* 1908 in Utrecht, Kwazulu-Natal; † 1984 in Port Elizabeth) gilt als der bedeutendste surrealistische Maler Südafrikas. Er schuf ein Werk, das nicht nur wegen seiner einzigartigen persönlichen Bildsprache bemerkenswert ist, sondern auch als eines der wenigen Beispiele des 20. Jahrhunderts gilt, in dem ein Maler die architektonischen Besonderheiten der Stadt, in der er lebte, mit einer gewissen Genauigkeit wiedergab.

## Leben
Das frühe Leben von Fred Page war turbulent. Er verlor seine Mutter, als er zehn Jahre alt war, wurde von Verwandten zu Verwandten weitergereicht und verbrachte sogar einige Zeit in einem Waisenhaus in Dundee. Als Erwachsener wechselte Fred Page von einem Job zum nächsten und verbrachte einige Zeit beim Militär. 1937 kam er zum ersten Mal nach Port Elizabeth, der Stadt, die heute ein Synonym für seine Kunst ist, und arbeitete in einer Reifenfabrik. Als 1939 der Krieg ausbrach, trat er erneut in die Armee ein und diente im Signal Corps. Erst nach Kriegsende 1945 entschloss er sich, Künstler zu werden. Zunächst begann er ein Fernstudium, doch ein Stipendium, das er als ehemaliger Soldat erhielt, ermöglichte ihm ein Teilzeitstudium an der Port Elizabeth School of Art, wo Fred Page von 1946 bis 1947 bei Jack Heath studierte. Mit Heaths Ermutigung und der Entwicklung von technischem Selbstvertrauen und Disziplin begann er ab 1948, seine Werke in der Eastern Province Society of Arts and Crafts auszustellen. Seine erste Einzelausstellung fand 1960 statt.
Fred Page lebte zurückgezogen in einem Stadtviertel in der Nähe des Hafens von Central, wo er aus Skizzen und Fotografien den größten Teil des Materials für seine Gemälde schöpfte. Unbeeinflusst von den Tendenzen der zeitgenössischen Kunst ist die Welt von Fred Page eine surreale Welt, bevölkert von ganz eigenen Figuren, die sich aus der Beobachtung des Lebens auf der Straße und in den Nischen seiner Umgebung entwickeln. Seine Bilder sind durchdrungen von Humor, einem Sinn für das Lächerliche und einer tiefen Sensibilität für die Tragödien des Lebens.

## Werk
Fred Page ist vor allem für seine beunruhigenden Gemälde bekannt, die ihm, so ein Kritiker, den Ruf eines „Hitchcock unter den Malern“ eingebracht haben. Page arbeitete stets mit einer begrenzten Farbpalette, meist Tempera oder Acryl. Der Künstler behauptete oft, dass er seine Farbpalette wegen seiner schlechten finanziellen Lage auf Schwarz und Weiß beschränkte.
Die meisten von Pages Gemälden zeigen architektonisch geprägte Räume, wobei die Altstadt von Port Elizabeth oft als Bezugspunkt dient. Figuren sind in diesen Räumen nicht immer zu sehen, aber wenn sie auftauchen, haben sie kaum eine logische Funktion und verstärken das beabsichtigte Gefühl von Fremdheit und Beunruhigung. Es wird vermutet, dass die Themen, die Page in seinem Werk behandelt, mit seinem Interesse für Literatur zusammenhängen. Er war ein eifriger Leser von Science Fiction, insbesondere von Sheridan le Fanu und H.P. Lovecraft, sowie von Charles Dickens, Lewis Carroll und Edgar Allan Poe.

## Ausstellungen
Ab 1948: Gruppenausstellungen in Südafrika, hauptsächlich mit der Eastern Province Society of Arts, sowie in Deutschland, dem Vereinigten Königreich und Griechenland. 1960: Erste Einzelausstellung, Port Elizabeth. 1965: Grosvenor Gallery, London. 1968:  Durban Art Gallery: Artists of the Eastern Province. 1975; Retrospektive Ausstellung in der King George VI Art Gallery (heute Nelson Mandela Metropolitan Art Museum, Port Elizabeth).

## Sammlungen
Hester Rupert Art Museum, Graaff-Reinet; Nelson Mandela Metropolitan Art Museum, Port Elizabeth; Pretoria Art Museum; William Humphreys Art Gallery, Kimberley; Iziko South African National Gallery, Kapstadt.